# Cosmostigma philippinense
Cosmostigma philippinense är en oleanderväxtart som beskrevs av Rudolf Schlechter. Cosmostigma philippinense ingår i släktet Cosmostigma och familjen oleanderväxter. Inga underarter finns listade i Catalogue of Life.